# 1929年の相撲
1929年の相撲（1929ねんのすもう）は、1929年の相撲関係のできごとについて述べる。
1928年-1929年-1930年

## できごと
- 9月、元関脇・清瀬川が引退し、年寄「伊勢ヶ濱」を襲名[1]。伊勢ヶ濱部屋が創設される。

## 本場所
- 1月場所
  - 幕内最高優勝：玉錦三右エ門（二所ノ関部屋） - 10勝1敗（初優勝）[2]
- 3月場所
  - 幕内最高優勝：豊國福馬（井筒部屋） - 9勝2敗（初優勝）[2]
- 5月場所
  - 幕内最高優勝：常ノ花寛市（出羽海部屋） - 10勝1敗（4場所ぶり8回目）[2]
- 10月場所
  - 幕内最高優勝：常ノ花寛市（出羽海部屋） - 8勝3敗（2場所連続9回目）[2]

## 誕生
- 2月5日 - 五ッ洋義一（最高位：前頭9枚目、所属：出羽海部屋）[3]
- 4月24日 - 大戸崎祐慈朗（最高位：十両2枚目、所属：高砂部屋、+ 1993年【平成5年】）
- 4月26日 - 鶴ヶ嶺昭男（最高位：関脇、所属：井筒部屋、+ 2006年【平成18年】）[4]
- 5月3日 - 秀ノ花宗市（最高位：十両6枚目、所属：出羽海部屋）
- 7月1日 - 八染茂雄（最高位：前頭16枚目、所属：春日野部屋、+ 1983年【昭和58年】）[5]
- 7月1日 - 鎌錦爲之助（最高位：十両18枚目、所属：熊ヶ谷部屋→荒磯部屋）
- 9月1日 - 松恵山邦治（最高位：十両17枚目、所属：立浪部屋、+ 2001年【平成13年】）
- 9月17日 - 秀錦啓光（最高位：十両8枚目、所属：春日野部屋）
- 10月18日 - 伊勢錦貫二郎（最高位：十両12枚目、所属：高嶋部屋、+ 2001年【平成13年】）
- 11月13日 - 3代朝潮太郎（第46代横綱、所属：高砂部屋、+ 1988年【昭和63年】）[6]

## 死去
- 6月8日 - 錦洋慶祐（最高位：前頭11枚目、所属：井筒部屋、* 1888年【明治21年】）[7]
- 6月23日 - 大嵜爲之助（最高位：前頭5枚目、所属：尾車部屋、* 1874年【明治7年】）[8]